# Axis: Bold as Love
1967 decemberében megjelent a The Jimi Hendrix Experience második albuma, az Axis: Bold as Love. Az ismertséget szerző Are You Experienced? után egy újabb klasszikussal álltak elő, de az Axis: Bold as Love-ot mind elődje, mind a következő, új dalokat tartalmazó album (Electric Ladyland) felülmúlja. Ennek ellenére a zenekar hangzása még biztosabb, még tapasztaltabb, mint debütáló albumukon. Az albumot a kiadó nyomására vették fel, mert szerződésük szerint 1967-ben két albumot kellett kiadniuk.
A felvételek alatt, 1967 augusztusában megjelent negyedik kislemezük, a "Burning of the Midnight Lamp"/"Stars That Play with Laughing Sam's Dice". A két felvétel minősége hagyott némi kívánnivalót maga után, emiatt csak a 18. helyig jutottak fel. A kislemez nem jelent meg az USA-ban, de Jimi a "Burning of the Midnight Lamp"-et feltette a zenekar (The Jimi Hendrix Experience) következő és egyben utolsó albumára, az Electric Ladylandre. A második albumról az "Up From the Skies" kislemezként szintén megbukott. Hendrix később azt mondta, hogy egyáltalán nem szereti a kislemezeket, és inkább egy nagylemez keretei között akarja kifejezni magát.
Sok dalnak szerves részét képezik a stúdióeffektek, ezeket ritkán vagy sosem játszották koncerten. Csak a "Spanish Castle Magic" és a "Little Wing" volt kivétel. A "Spanish Castle Magic" egy seattle-i klubról kapta a címét. A "Little Wing" Hendrix egyik legismertebb dalává vált. Többen is feldolgozták: például Eric Clapton rövid életű zenekara, a Derek and the Dominos, Stevie Ray Vaughan egy instrumentális változatot készített, Kirk Hammett, a Metallica gitárosa pedig rendszeresen játssza a koncerteken. Az eredeti felvételen Hendrix gitárjának hangját egy Leslie-effektszekrényen (egy forgó hangszórón) küldték át. Ezt az eszközt eredetileg elektromos orgonákhoz készítették. A koncerteken Hendrix a "Univibe" effektet használta a hangszórók helyett. "Little Wing" Hendrix őrangyalának a neve (mint a "May This Be Love"-ban Waterfall).
A címadó "Bold as Love"-ot gyakran tartják az első dalnak, melyben sztereó flanger hallható (a dal végén, az utolsó gitárszóló alatt). A Beatles már korábban használta az effektet, de csak monóban. A "Little Miss Lover" az első dal, melynek dobszólamán tompított wah-wah effektet használtak; ezenkívül ezt tekintik a "funk rock" előfutárának.
Néhány brit kiadáson a dalok sorrendjét megváltoztatták, így nem a "Bold as Love" volt az utolsó.
Az album Nagy-Britanniában 1967 decemberében az 5. helyet érte el. Az USA-ban csak 1968 januárjában adták ki, ott a 3. lett. Az album szerepel az 1001 lemez, amit hallanod kell, mielőtt meghalsz című könyvben.

## Az album dalai
|     | Cím                  | Szerző(k)    | Hossz |
| --- | -------------------- | ------------ | ----- |
| 1.  | EXP                  | Jimi Hendrix | 1:55  |
| 2.  | Up From the Skies    | Jimi Hendrix | 2:55  |
| 3.  | Spanish Castle Magic | Jimi Hendrix | 3:00  |
| 4.  | Wait Until Tomorrow  | Jimi Hendrix | 3:00  |
| 5.  | Ain't No Telling     | Jimi Hendrix | 1:46  |
| 6.  | Little Wing          | Jimi Hendrix | 2:24  |
| 7.  | If 6 Was 9           | Jimi Hendrix | 5:32  |
| 8.  | You Got Me Floatin'  | Jimi Hendrix | 2:45  |
| 9.  | Castles Made of Sand | Jimi Hendrix | 2:46  |
| 10. | She's So Fine        | Noel Redding | 2:37  |
| 11. | One Rainy Wish       | Jimi Hendrix | 3:40  |
| 12. | Little Miss Lover    | Jimi Hendrix | 2:20  |
| 13. | Bold as Love         | Jimi Hendrix | 4:09  |

## Közreműködők

### Zenészek
- Jimi Hendrix – gitár, ének, vokál, basszusgitár, zongora, furulya (egy olcsó darab)
- Noel Redding – basszusgitár, ének, vokál (néhány dalban nyolchúros basszusgitár)
- Mitch Mitchell – dob, harangjáték ("Little Wing"), vokál, riporter az első dalban
- Trevor Burton, Gary Leeds, Roy Wood – vokál
- Graham Nash, Chas Chandler – vokál, lábdobogás

### Produkció
- Eddie Kramer, Terry Brown – hangmérnök
- Bruce Fleming, Eddie Kramer, Gered Mankowitz, Linda McCartney, Ron Rafaelli, Leni Sinclair, David Sygall, Ed Thrasher, Baron Wolman – fényképek
- Ed Thrasher – művészeti vezető
- David King, Roger Law, Rob O'Connor, Smay Vision – design
- David King, Roger Law – borító design
- Petra Niemeier – belső borító design
- Eddie Kramer, George Marino, Joe Gastwirt – újrakeverés
- Janie Hendrix, John McDermott – újrakeverés felügyelete
- Chas Chandler – producer
- Michael Fairchild – jegyzetek